# Heidrun Walther
Heidrun Walther (* 13. März 1952 in Spielfeld) ist eine österreichische Politikerin (SPÖ) und ehemalige Abgeordnete zum Österreichischen Nationalrat.

## Ausbildung und Beruf
Walther besuchte von 1958 bis 1962 die Volksschule und schloss 1970 das Bundesrealgymnasium mit der Matura ab. Ab 1970 studierte sie Germanistik und Französisch an der Karl-Franzens-Universität Graz.
Walther war zwischen 1977 und 1978 Bibliothekarin an der Universitätsbibliothek der Universität Graz und wechselte 1978 als Bibliothekarin an die Universitätsbibliothek der Technischen Universität Graz. 1997 wurde ihr der Amtstitel Amtsdirektorin verliehen.

## Politik
Heidrun Walther ist seit 1995 Gemeinderätin in Spielfeld und wurde 1999 zur Bürgermeisterin gewählt. Sie ist seit 1997 Bezirksparteivorsitzende-Stellvertreterin der SPÖ Leibnitz und Bezirksfrauenvorsitzende der SPÖ Leibnitz. 1997 wurde sie in den Landesparteivorstand gewählt, seit 2002 ist sie zudem Mitglied des Landesfrauenpräsidiums. Walther vertrat die SPÖ zwischen dem 20. Dezember 2002 und dem 29. Oktober 2006 im Nationalrat.

## Privates
Walther ist seit 1980 verheiratet und Mutter zweier Söhne. Sie wurde als Tochter eines Landwirts und einer Hausfrau geboren.